# Prvenstvo Anglije 1904
Prvenstvo Anglije 1904 v tenisu.

## Moški posamično
Lawrence Doherty :  Frank Riseley, 6-1, 7-5, 8-6

## Ženske posamično
Dorothea Douglass :  Charlotte Cooper Sterry, 6-0, 6-3

## Moške dvojice
Reginald Doherty /  Lawrence Doherty :  Sydney Smith /  Frank Riseley, 6–1, 6–2, 6–4